# Balneario Camboriú
Balneario Camboriú (en portugués: Balneário Camboriú), apodado "Dubai brasileño", es un municipio de la región metropolitana de Foz do Rio Itajaí, en el litoral norte del estado de Santa Catarina, Brasil. Según el censo del IBGE de 2014, cuenta con una población de 124.557 habitantes, por lo que es el 11.º municipio más poblado del estado. Es el segundo menor en área total. Está ubicada en el kilómetro 132 de la BR-101 (SC), a 80 km al norte de la capital del estado, Florianopolis, y a 220 km al sur de Curitiba (capital del estado de Paraná).  
Es el municipio con mayor densidad demográfica de Santa Catarina, con más de 2.350 habitantes por km². También posee la mayor densidad de edificios de Brasil y América del Sur. A pesar de poseer poco más de 100.000 habitantes, su estructura de edificios puede albergar un millón de personas aproximadamente, cifra que se supera durante la alta temporada turística. Fue elegido como el municipio con la mejor calidad de vida del litoral catarinense y el segundo del estado detrás de Florianópolis.

## Historia
Balneário Camboriú se fundó en 1964, dentro de la larga lista de ciudades planificadas por el gobierno brasileño desde mediados del siglo XX, tales como Belo Horizonte y Goiânia. Con el paso de los años fue progresando económicamente, siendo el turismo la principal base de su economía. Actualmente es punto de encuentro de millares de turistas (la gran mayoría estudiantes) procedentes de diferentes lugares del mundo, principalmente europeos, paraguayos, uruguayos y argentinos.

## Urbanismo y arquitectura

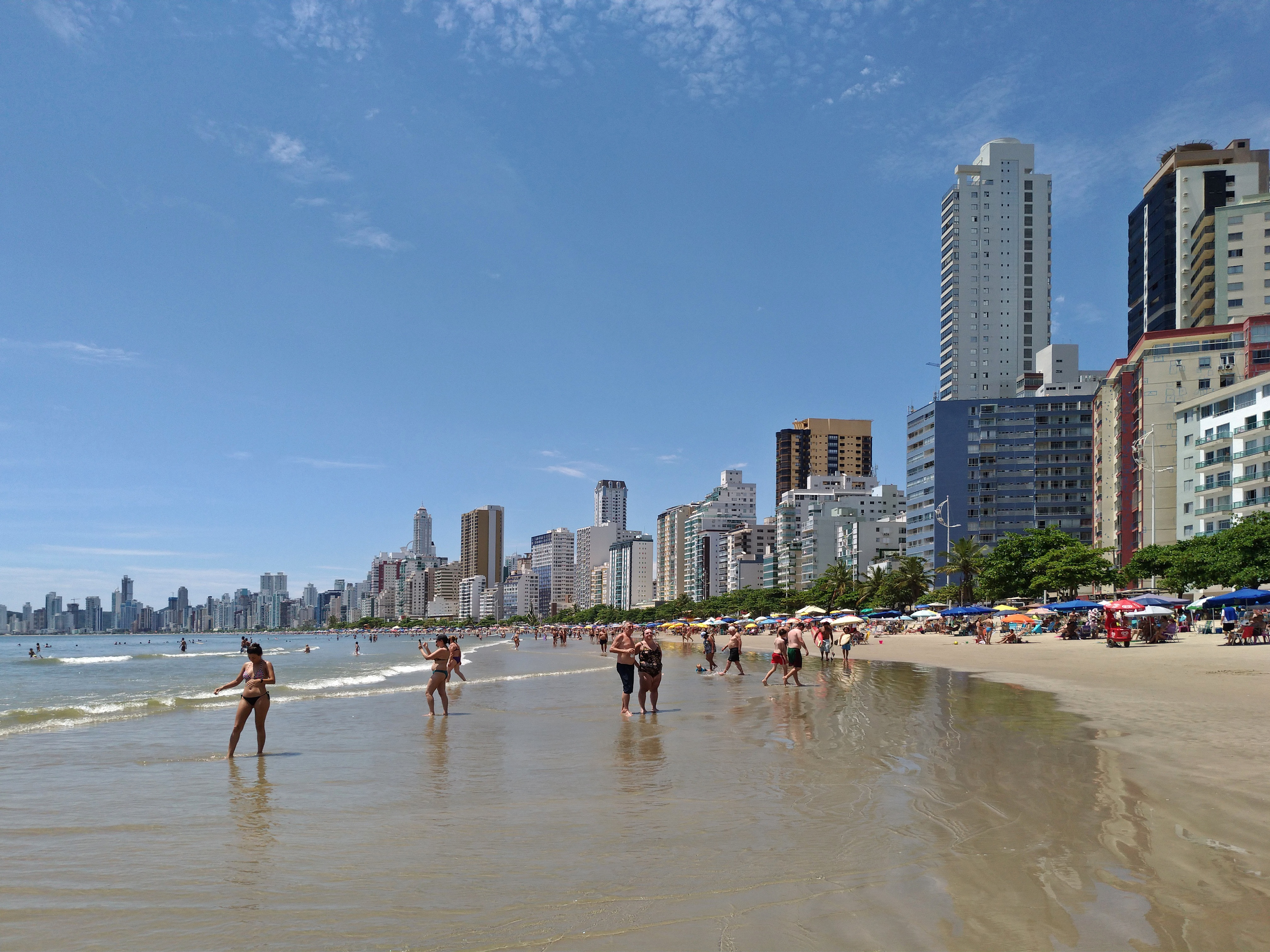
Playa Central

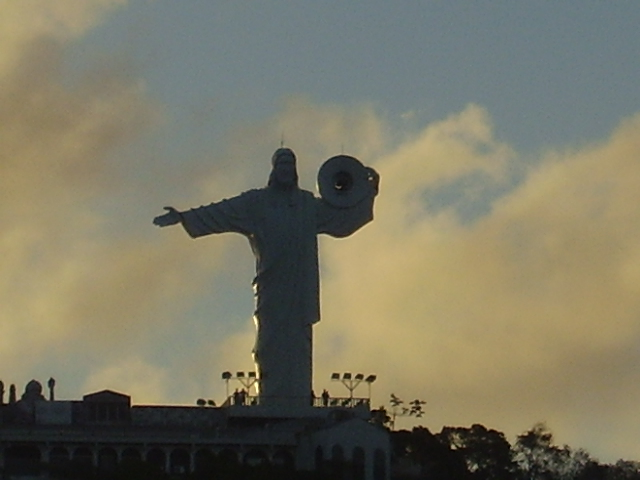
Complejo turístico Cristo Luz

La mayor parte de la ciudad se emplaza en una franja de terreno entre la línea de costa. Una serie de barrios de clase media y media-baja se extienden hacia el suburbio de Camboriú, mientras, en su parte costera, la ciudad comprende altos edificios, comercios y actividad turística. El trazado urbano es en general ortogonal, con algunas avenidas diagonales como la Avenida do Estado. Otras vías importantes son la Avenida Brasil, principal vía comercial, y la Avenida Atlántica, que bordea las playas.
A su vez, en los años 2010 la ciudad sufrió un bum inmobiliario. Desde 2013, se ha construido 18 rascacielos de más de 150 metros de altura. Entre ellos se destacan las dos torres Yachthouse Residence Club que son desde 2020 los edificios más altos de Brasil, así como el One Tower y el Infinity Coast, que ocupan a su vez la segunda y la tercera posiciones. La torre del Millennium Palace ostentó el récord entre 2014 y 2018.

## Demografía

### Composición étnica
La población de la ciudad desciende principalmente de inmigrantes europeos y representan el 92% de la población de la ciudad.
- Blancos 92,5%
- Negros 0,2%
- Pardos 5,8%
- Asiáticos 0,9%

Fuente: censo 2000

## Clima
La temperatura del agua del mar de la región de Balneario Camboriú oscila entre 16 °C en promedio en invierno a 24 °C en promedio en verano, mientras que en otoño y primavera es de alrededor de 21 °C. Los meses más calurosos de diciembre a marzo, que además son los mejores meses para disfrutar de la playa.
El clima se considera cálido pero suave, según la clasificación de Köppen corresponde a Cfa (mesotermal húmedo, con veranos calurosos). El verano es cálido y lluvioso, con una sensación térmica puede alcanzar hasta 40 °C, pero la temperatura rara vez supera los 33 °C. En invierno, los cambios climáticos son bruscos completamente, las masas de aire polar que llegan a la ciudad dejan  la mayoría de los días nublados y la temperatura máxima no supera los 14 °C en las noches más frías, se puede observar en las temperaturas entre 0 °C a 4 °C.
La precipitación media en la ciudad es de 1.500 mm, hay una estación seca, pero durante años con más signos de la lluvia que otros, debido al fenómeno de El Niño, el año en que cuenta con la presencia de este fenómeno se refiere a la ciudad tiene un precipitaciones muy por encima de promedio, con los años La Niña, la ciudad se ha centrado más lluvias y el contraste reducido en los años que existe la presencia de un invierno de La Niña son mucho más estrictas en la ciudad y puede tener evidencia de heladas en las zonas periféricas de la ciudad, y las partes más altas de los cerros.
| Parámetros climáticos promedio de Baln. Camboriú, SC. (1961-1990) | Parámetros climáticos promedio de Baln. Camboriú, SC. (1961-1990) | Parámetros climáticos promedio de Baln. Camboriú, SC. (1961-1990) | Parámetros climáticos promedio de Baln. Camboriú, SC. (1961-1990) | Parámetros climáticos promedio de Baln. Camboriú, SC. (1961-1990) | Parámetros climáticos promedio de Baln. Camboriú, SC. (1961-1990) | Parámetros climáticos promedio de Baln. Camboriú, SC. (1961-1990) | Parámetros climáticos promedio de Baln. Camboriú, SC. (1961-1990) | Parámetros climáticos promedio de Baln. Camboriú, SC. (1961-1990) | Parámetros climáticos promedio de Baln. Camboriú, SC. (1961-1990) | Parámetros climáticos promedio de Baln. Camboriú, SC. (1961-1990) | Parámetros climáticos promedio de Baln. Camboriú, SC. (1961-1990) | Parámetros climáticos promedio de Baln. Camboriú, SC. (1961-1990) | Parámetros climáticos promedio de Baln. Camboriú, SC. (1961-1990) |
| Mes                                                               | Ene.                                                              | Feb.                                                              | Mar.                                                              | Abr.                                                              | May.                                                              | Jun.                                                              | Jul.                                                              | Ago.                                                              | Sep.                                                              | Oct.                                                              | Nov.                                                              | Dic.                                                              | Anual                                                             |
| ----------------------------------------------------------------- | ----------------------------------------------------------------- | ----------------------------------------------------------------- | ----------------------------------------------------------------- | ----------------------------------------------------------------- | ----------------------------------------------------------------- | ----------------------------------------------------------------- | ----------------------------------------------------------------- | ----------------------------------------------------------------- | ----------------------------------------------------------------- | ----------------------------------------------------------------- | ----------------------------------------------------------------- | ----------------------------------------------------------------- | ----------------------------------------------------------------- |
| Temp. máx. media (°C)                                             | 28.9                                                              | 28.8                                                              | 28.3                                                              | 25.8                                                              | 23.8                                                              | 22.1                                                              | 21.3                                                              | 21.5                                                              | 22.1                                                              | 23.7                                                              | 25.4                                                              | 27.2                                                              | 24.9                                                              |
| Temp. media (°C)                                                  | 24.2                                                              | 24.1                                                              | 23.5                                                              | 20.8                                                              | 18.4                                                              | 16.7                                                              | 15.8                                                              | 16.5                                                              | 17.8                                                              | 19.5                                                              | 21.0                                                              | 22.7                                                              | 20.1                                                              |
| Temp. mín. media (°C)                                             | 19.6                                                              | 19.5                                                              | 18.7                                                              | 15.8                                                              | 13.1                                                              | 11.3                                                              | 10.4                                                              | 11.6                                                              | 13.6                                                              | 15.3                                                              | 16.6                                                              | 18.2                                                              | 15.3                                                              |
| Lluvias (mm)                                                      | 186                                                               | 209                                                               | 166                                                               | 131                                                               | 105                                                               | 82                                                                | 79                                                                | 96                                                                | 119                                                               | 146                                                               | 115                                                               | 135                                                               | 1569                                                              |
| Fuente: INMET                                                     |                                                                   |                                                                   |                                                                   |                                                                   |                                                                   |                                                                   |                                                                   |                                                                   |                                                                   |                                                                   |                                                                   |                                                                   |                                                                   |

## Lugares de interés
- Parque Unipraias, es un parque que incluye la Mata Atlântica, que están casi extintas, y ofrece la oportunidad de observar el mar.
- Cristo Luz, es un monumento de 33 metros de altura en la cima del Morro da Cruz. Anexado se encuentra un complejo turístico con restaurantes, tiendas, espectáculos en vivo y patios de recreo para niños.
- Parque Cyro Gevaerd (también conocido como Santur), alberga aves, un acuario, un Museo Arqueológico y Oceanográfico, un Museo de Pescadores y una pequeña granja, que muestran especies locales de la fauna y flora en su hábitat natural. En el zoológico, leones, tigres, monos, caimanes y muchos otros animales y algunas de las atracciones